# Grevillea trachytheca
Grevillea trachytheca är en tvåhjärtbladig växtart som beskrevs av F. Müll.. Grevillea trachytheca ingår i släktet Grevillea och familjen Proteaceae. Inga underarter finns listade i Catalogue of Life.